# Hans Becker (SS)
Hans Becker  (* 5. November 1911 in Peenemünde; † 20. August 1944 bei Saint-Lambert, Frankreich) war ein deutscher Offizier der Waffen-SS. 
Er trat zum 1. Februar 1933 der NSDAP (Mitgliedsnummer 1.442.512) und im selben Jahr der Leibstandarte SS Adolf Hitler (LSSAH) bei (SS-Nummer 247.838). Im Zweiten Weltkrieg wurde er während des Überfalls auf Polen am 26. September 1939 zum SS-Untersturmführer befördert. Im November 1939 absolvierte er die SS-Junkerschule Bad Tölz und übernahm als SS-Obersturmführer die Führung der 5. Kompanie, LSSAH. Der Verband nahm am Westfeldzug, am Balkanfeldzug und am Krieg gegen die Sowjetunion teil. In den Jahren 1942/43 war er Führer der 2. Kompanie des SS-Panzergrenadier-Regiments 2 der 1. SS-Panzer-Division Leibstandarte SS Adolf Hitler. Am 9. November 1942 beförderte man ihn zum SS-Hauptsturmführer. In Italien wurde er am 23. März 1943 als Chef der 2. Kompanie des SS-Panzergrenadier-Regiments 2 mit dem Ritterkreuz des Eisernen Kreuzes ausgezeichnet. Zwischen dem 11. und 14. September 1943 wurde seine Einheit in die Provinz Novara an das Westufer des Lago Maggiore verlegt, wo sie während eines Urlaubs Beckers unter dem Kommando seines Stellvertreters Hans Röhwer zusammen mit anderen Angehörigen der LSSAH das Massaker vom Lago Maggiore verübte. Am 20. April 1944 wurde er zum SS-Sturmbannführer befördert und Kommandeur des I. Bataillons, SS-Panzergrenadier-Regiment 2 LSSAH. Am 20. August 1944 fiel Hans Becker während der Operation Overlord bei Saint-Lambert in der Normandie. Beigesetzt wurde er im Mausoleum der Deutschen Kriegsgräberstätte Mont d’Huisnes bei der Gemeinde Huisnes-sur-Mer.